# Ceremoșne (Berezivka), Jîtomîr
Ceremoșne (în ucraineană Черемошне) este un sat în comuna Berezivka din raionul Jîtomîr, regiunea Jîtomîr, Ucraina.

## Demografie
Componența lingvistică a localității Ceremoșne
     Ucraineană (96,59%)
     Rusă (3,2%)
     Alte limbi (0,21%)
Conform recensământului din 2001, majoritatea populației localității Ceremoșne era vorbitoare de ucraineană (96,59%), existând în minoritate și vorbitori de rusă (3,2%).